# Spizella wortheni
El chingolo de Worthen o chimbito altiplanero (Spizella wortheni) es una especie de ave paseriforme de la familia Passerellidae propia de la altiplanicie mexicana. Es considerada una especie en peligro de extinción por la Unión Internacional para la Conservación de la Naturaleza.

## Descripción
Resulta similar al plumaje reproductivo del gorrión coronirrufo cejiblanco (S. passerina). Al igual que éste, el gorrión altiplanero tiene las partes superiores pardas listadas con oscuro, a excepción de la rabadilla que es gris. Sin embargo, la tonalidad de las partes superiores es más grisácea. Las partes inferiores son de color gris pálido. Asimismo, hay una corona rojiza en la parte superior de la cabeza, con algunas rayas más oscuras sólo visibles de cerca.
De modo más evidente, se distingue de sus parientes cercanos por su cara gris sin raya supraocular evidente, la frente gris, el pico rosa y las patas oscuras.
Los juveniles son casi completamente pardos pálidos, con abundantes rayas en cara, espalda, garganta pecho y vientre.

## Distribución
Se ha estudiado poco a esta especie. Se ha registrado desde el sur de Coahuila hasta Zacatecas y San Luis Potosí, en el Altiplano Central, y se han detectado poblaciones aisladas en zonas altas de Puebla y occidente de Veracruz.

## Biología
Habita en pastizales de clima seco, con algunos árboles espaciados y arbustos, en especial juníperos. Forma grupos alimenticios con otros individuos de la misma especie, que en invierno pueden ser numerosos. Podría haber cierta migración en las poblaciones más norteñas durante el invierno. 